# Sekret miłości
Sekret miłości – szósty muzyczny album polskiej piosenkarki Teresy Werner wydany przez Wydawnictwo Muzyczne Eska w 2020 roku.

## Utwory
| 1.     | Sekret Miłości             |
| 2.     | Oczy Twe                   |
| 3.     | Serce Dziewczyny           |
| 4.     | Jedno Życie                |
| 5.     | Statek Miłości             |
| 6.     | Serce Moje, Duszo Moja     |
| 7.     | Obiecałam Ci               |
| 8.     | Za wszystkie Twoje zdrady  |
| 9.     | Mężczyzna                  |
| 10.    | Dokąd Mnie Zabierzesz Dziś |
| 11.    | Czy To Jest Miłość         |
| 12.    | Bez Ciebie Tak Smutno      |
| 13.    | Miłość To My               |
| 14.    | Nie Traćmy Nawet Dnia      |
| 15.    | Karuzela                   |
| 16.    | Wydawajcie Się Dziewczęta  |
| 17.    | Serce Kocha                |
| 18.    | Warto Żyć                  |
| Bonus: |                            |
| 19.    | Szczęśliwą Być (Remix)     |
| 20.    | Moja Mamo (Remix)          |